# Gaim
Die Gaim ist ein 91 Hektar großes unter Naturschutz stehendes Waldgebiet im hannoverschen Stadtteil Wülferode sowie im Ortsteil Höver der Stadt Sehnde.  Im Januar 2019 ging das Naturschutzgebiet Gaim im neuen Naturschutzgebiet Bockmerholz, Gaim auf.

## Lage

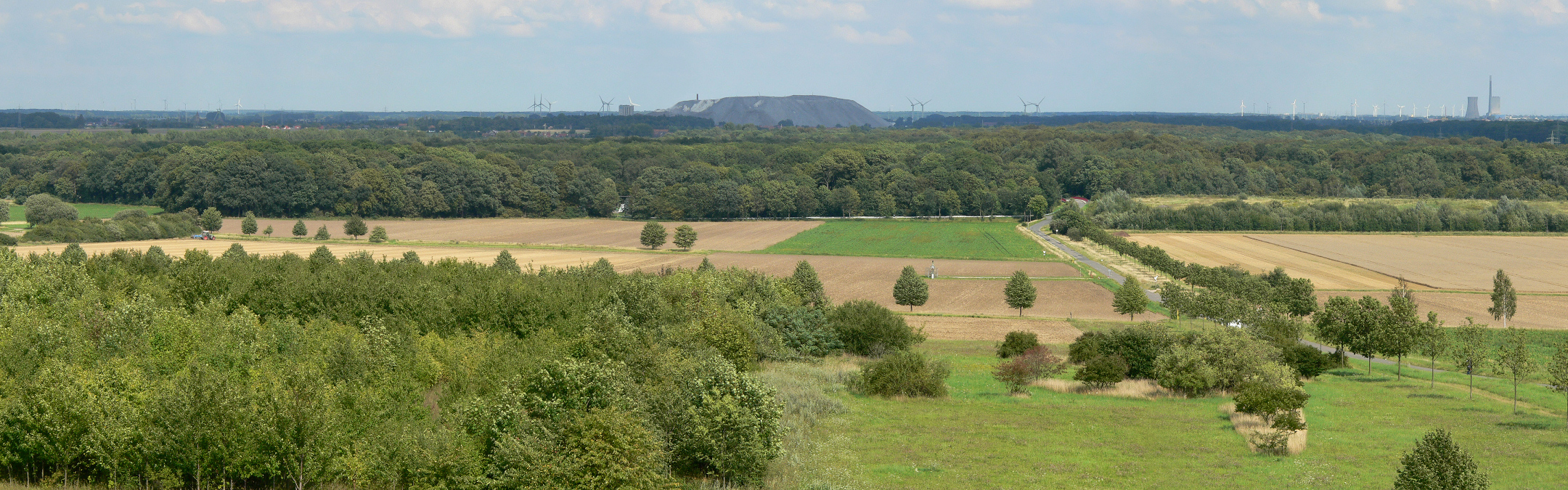
Blick auf die Gaim vom Kronsberg, dahinter Kaliberg bei Sehnde, rechts das rund 15 km entfernte Kraftwerk Mehrum

Die Gaim grenzt direkt an das Naturschutzgebiet Mergelhalde an und liegt etwa 1 km nordöstlich von Wülferode sowie rund 2 km nordöstlich des Bockmerholz, mit dem sie zu einem ehemals ausgedehnten Waldgebiet am Südostrand Hannovers gehörte. Da der Wald in einer wechselfeuchten Senke liegt, war er nicht als Ackerfläche nutzbar und wurde daher niemals gerodet. Etwa ein Viertel seiner Fläche wird heute nicht genutzt und bleibt als Naturwald erhalten. Durch die Gaim führen Waldwege und einzelne Pfade.
Durch die Gaim verläuft die A 7, die Autobahnraststätte Hannover-Wülferode wurde in den Wald gebaut. Im Nordosten schneidet der Mittellandkanal die Gaim.

## Vegetation
Prägend ist ein artenreicher Eichen-Hainbuchenwaldbestand mit einer ausgeprägten artenreichen Krautschicht. Im Wald finden sich zahlreiche gefährdete Pflanzen- und Tierarten. Er zeichnet sich durch seine hohe Zahl an Frühjahrsblühern aus. 
Das seit 1994 bestehende Naturschutzgebiet war Bestandteil des FFH-Naturschutzgebiets 108 Bockmerholz, Gaim. Die Unter-Schutz-Stellung dient auch der Naturwaldforschung, um die unbeeinflusste Entwicklung von Waldgesellschaften sowie Ökosystemen untersuchen zu können.

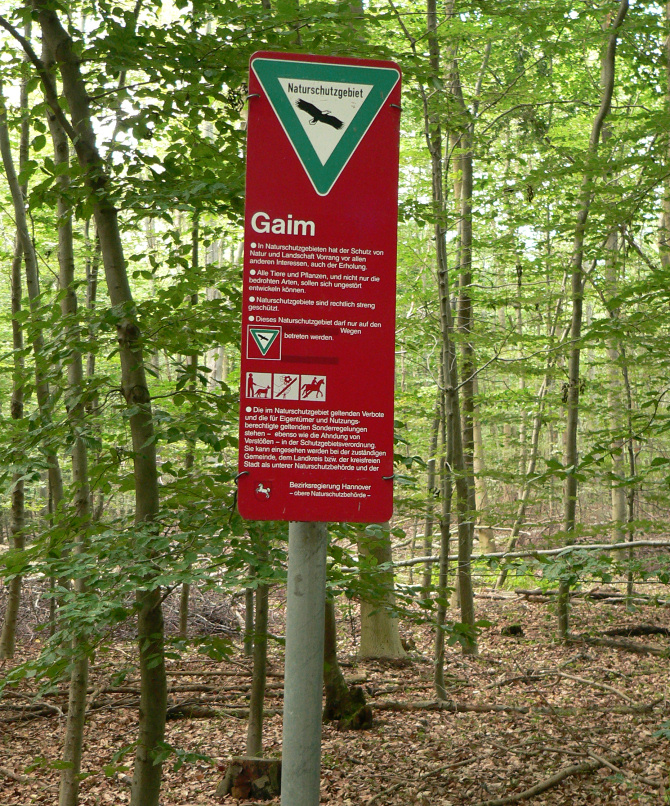
Naturschutzschild im Wald
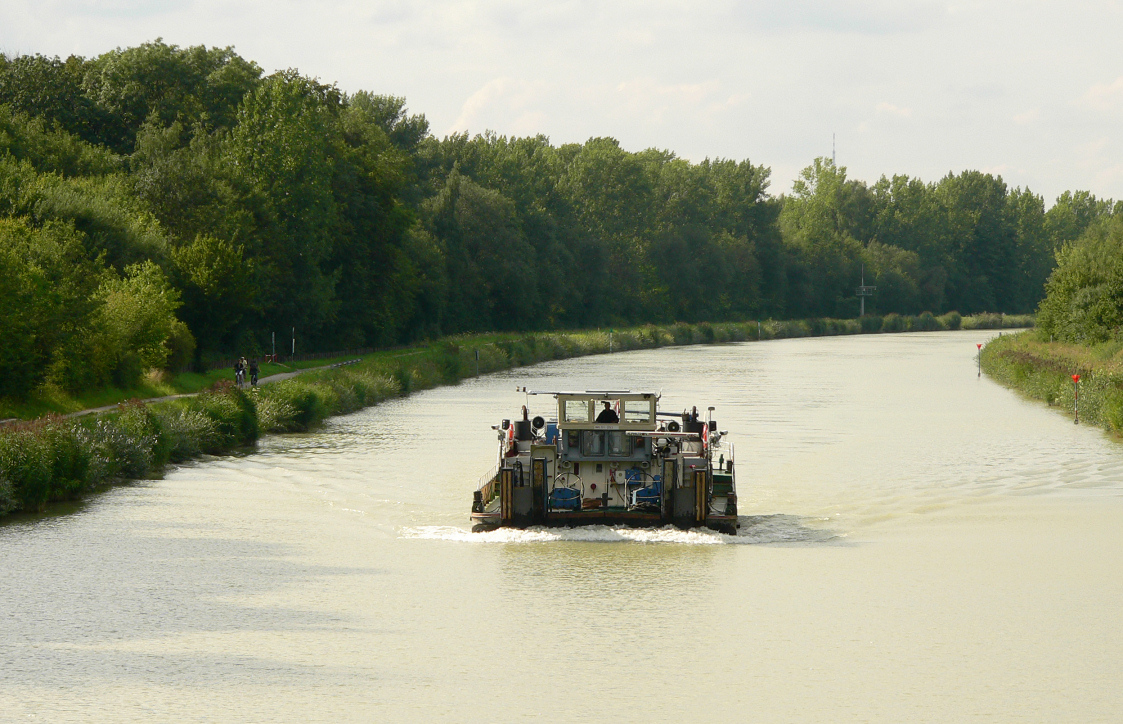
Mittellandkanal in der Gaim
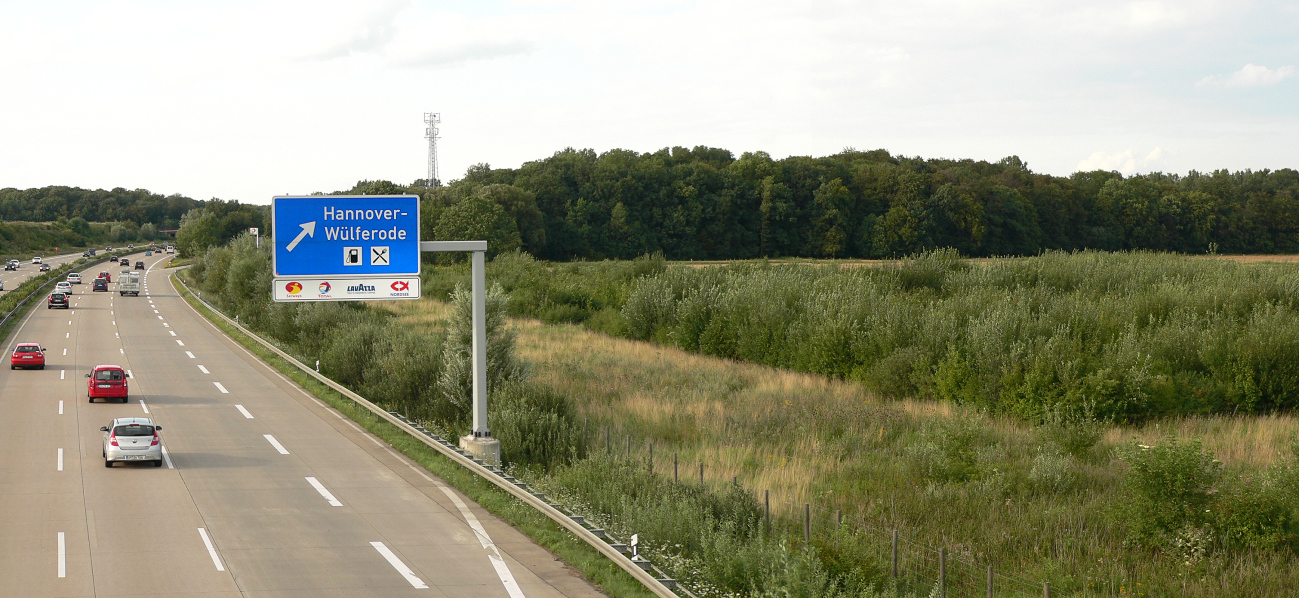
Hinweisschild auf der A 7 zur Raststätte Wülferode in der Gaim